# Rezerwy strategiczne
Rezerwy strategiczne – rezerwy tworzone na wypadek zagrożenia bezpieczeństwa i obronności państwa, bezpieczeństwa, porządku i zdrowia publicznego oraz wystąpienia klęski żywiołowej lub sytuacji kryzysowej, w celu wsparcia realizacji zadań w zakresie bezpieczeństwa i obrony państwa, odtworzenia infrastruktury krytycznej, złagodzenia zakłóceń w ciągłości dostaw służących funkcjonowaniu gospodarki i zaspokojeniu podstawowych potrzeb obywateli, ratowania ich życia i zdrowia, realizacji interesów narodowych Rzeczypospolitej Polskiej w dziedzinie bezpieczeństwa narodowego, wypełnienia jej zobowiązań międzynarodowych, a także udzielania pomocy i wsparcia podmiotom prawa międzynarodowego publicznego.
Rezerwy strategiczne można podzielić na:
- rezerwy medyczne – utrzymywane w grupach towarów: leki, surowice i szczepionki, środki dezynfekcyjne, opatrunki, odzież ochronna, wyroby medyczne jednorazowego użytku, sprzęt medyczny, sprzęt kwaterunkowy;
- rezerwy techniczne – czyli ciężkie maszyny budowlane, stalowe konstrukcje składanych mostów kolejowych i drogowych oraz elementy infrastruktury kolejowej, agregaty prądotwórcze, mosty pływające i inny sprzęt związany z transportem wodnym;
- rezerwy żywnościowe – utrzymywane w grupach asortymentowych, takich jak: zboża i produkty zbożowe, mięso i przetwory mięsne, tłuszcze roślinne i zwierzęce, produkty mleczne, inne (np. woda pitna mineralna, cukier)[2].